# WEISS (Hara)
WEISS (japanisch 白 Shiro) ist der Titel eines Buches des Designers Ken’ya Hara aus dem Jahr 2008. Das Buch erschien damals auf Japanisch und Englisch in einem Band. 2010 erfolgte eine Übersetzung aus dem Japanischen ins Deutsche.

## Zum Inhalt
Vorwort
Hara schreibt im Vorwort, dass er ursprünglich über „die Leere“ habe schreiben wollen, dann aber seine Gedanken zu „Weiß“ vorangestellt habe. Bei Weiß gehe es ihm nicht um die Farbe, sondern um „Weiß als Abwesenheit von Farbe“.
Kapitel 1 „Die Entdeckung von Weiß“
Es gibt nicht „Weiß an sich“, sondern die Empfänglichkeit für Weiß. Ein Weiß soll vorgestellt werden, das in vielfältiger Weise mit der japanischen Kultur verwoben ist, verbunden ist mit Begriffen, wie Stille und Leere. Der Schriftsteller Tanizaki geht in seinem Buch „Lob des Schattens“ vom Dunklen aus, um über japanische Ästhetik zu schreiben, Hara geht für seine Betrachtungen vom Hellen aus. – Im Abschnitt über Farbe stellt er Autor das japanische Farbempfinden vor, widmet dem Weiß dann einen eigenen Abschnitt. – Für „Weiß als Abwesenheit von Farbe“ zitiert er den Begriff „kizen“, für den die Übersetzerin passend „Noch-nicht-sein“ wgewählt hat. – In einem weiteren Abschnitt führt Hara an, dass Weiß die ursprünglichen Form von Leben beziehungsweise Information ist, die aus dem Chaos entsteht. Weiß verkörpert damit einen Grenzbereich des Lebens.
Kapitel 2 „Papier“
Papier ist materialisiertes Weiß. Papier hat eine lang Entwicklung seit seiner Erfindung in China vor 2000 Jahren durchgemacht. Weiss und die Spannkraft des Papiers weckt die Phantasie, den Schöpfungseifer. Hara benutzt durchaus auch den Computer für seine Arbeit, aber für die eigentliche Gestaltung muss er, will er, das Papier berühren, oder besser – wie er sagt – „wiederkäuen“. Gemeint ist, dass er beim Berühren die zahlreichen Bilder, die er von Weiß hat, aus dem Gedächtnis abruft. Es geht ihm dabei um Transparenz und Opazität, um Schwere und Leichtigkeit. – In dem Abschnitt „Wörter falten“ spricht Hara über das Blatt als Viereck, über die Bögen, die im Verhältnis 1:√2 geschnitten sind und die sich so gut falten und weiter falten lassen. – Im Abschnitt „Schriftzeichen und Buchstaben“ weist Hara auf die Kalligrafie hin, die durch ausdrucksvolles Schreiben der chinesischen Zeichen entsteht, die aber schwer und autoritär wirken kann. Die Frauen in Japan der Heian-Zeit, also ab dem 9. Jahrhundert, stellten dem die Silbenschrift Hiragana gegenüber, deren grasähnliche Linien über das Papier zu tanzen scheinen. – Ausführungen zur Typografie schließen dieses Kapitel ab.
Kapitel 3 „Der leere Raum“
In diesem zentralen Kapitel sieht Hara in Weiß einen leeren Raum, der gefüllt werden kann. Ein Beispiel dafür ist die chinesisch-japanische Tuschmalerei, Bilder, mit schwarzer Tusche auf weißem Grund gemalt werden. Vorgestellt wird ein Werk des Malers Hasegawa Tōhaku (1539–1610): das Stellschirm-Paar „Kiefernwald“, das als Abbildung auch dem Buch beigefügt ist. Kiefern sind abgebildet, aber so, dass sie sich fast in Weiß auflösen, bemerkt Hara. Japaner haben traditionell den unbemalten leeren Raum der präzisen Darstellung vorgezogen, fügt er an. – Auch die Urform des Shintō-Schreins ist ein Beleg dafür, dass der leere Raum unermessliche Möglichkeiten biete, überliefert u. a. im Bau des Ise-Schreins, der ohne Vorlage alle zwanzig Jahre aus dem Nichts wieder entsteht. – Schließlich ist auch die Kommunikation zwischen Japanern durch Auslassung geprägt. Und die Nationalflagge Japans zeigt auf weißem Grund einen roten Kreis, ein leeres Gefäß, das erst mit einer Bedeutung gefüllt werden muss. – Der Abschnitt über die Tee-Zeremonie beginnt mit der Feststellung, dass dichte Ornamente ein Sinnbild der Macht sind. Während man sich in Europa erst vor 150 Jahren gegen die Macht aufgelehnt hat, geschah dies in Japan bereits in der Muromachi-Zeit, also im 15./16. Jahrhundert. Die Tee-Zeremonie, die im leeren Raum stattfindet, wird gerade durch diese Leere zu einer Quelle der Imagination. Hara schließt mit der Bemerkung, dass man mit Fragen schon zum „Ausdruck“ kommt, eine Antwort, die ja begrenzt, sei nicht notwendig.
Kapitel 4 „Hin zu Weiß“
Hara beginnt mit dem Begriff „suikō“, womit das Ringen um den richtigen Ausdruck gemeint ist. Wegen der Unbegrenzbarkeit von Information wird man mit ihr eine „Reinschrift“ oder „Fertigstellung“ nicht erreichen. Was man dem gegenüber auf weißem Papier mit schwarzer Tinte geschrieben hat, kann man nicht rückgängig gemacht werden, ist fest. – Reinigen beziehungsweise in Ordnung halten gehört für Hara zum Thema Weiß. Er überschreibt den nächsten Absatz dann mit „michika“, mit einem Begriff, der möglicherweise von Hara selbst geprägt wurde. Die Übersetzerin hat den Begriff mit „Entfremdung“ wiedergegeben, und Text wird klar, was hier damit gemeint ist. Hara schließt mit einer Betrachtung des Silberpavillons in Kyōto unter der Überschrift „Weißer Sand und Mondschein“.
Nachwort
Im kurzen Nachwort beschreibt Hara das Weiß des fallenden Schnees vor seinem Fenster am Morgen, stellt sich vor, dass die Welt von Morgen semitransparent sein könnte.
Danksagung
Die Danksagung geht an alle Personen, mit denen Hara über verschiedene Aspekte seines Buches diskutiert hat. Er fügt an, das erste Kapitel überschneide sich inhaltlich zum Teil mit dem Vorgängerband „Designing Design“.
Abbildungen
- Steingarten bei der Tōgudō-Halle des Ginkaku-ji in Kyoto. Fotografiert von Ueda Yoshihiko.
- Chōjirō I. (gest. 1592): Schwarze Raku-Teeschale. Fotografiert von Ueda Yoshihiko.
- Stellschirmpaar Kiefernwald. Gemalt von Hasegawa Tōhaku.
- Immergrüne Magnolie. Fotografiert von Ishimoto Yasuhiro.

## Nachbemerkung
Die Originalausgabe erschien auf Japanisch bei Chūō Kōron Shinsha (2008) zusammen mit einer englischen Übersetzung. Sie richtet sich also sowohl an Japaner als auch an Ausländer. Zusammengefasst lässt sich sagen: Haras Überlegungen zu Weiß und Leere führen zu (s)einer Vorstellung der japanischen Ästhetik. Sein Ausgangspunkt ist Weiß und nicht der Schatten, wie bei Tanizaki, aber das Ergebnis ist ebenfalls eine Einführung in die japanische Ästhetik. Während Tanizaki Japans Weg in die Moderne beklagt, wird dies von Hara akzeptiert, mit Hinweis auf die Flüchtigkeit der vom Internet vermittelten Inhalte allerdings auch mit Einschränkung versehen.

## Erwähnte Personen
- Tanizaki Jun’ichirō (1886–1965), Schriftsteller
- Ostwalds Farblehre
- Munsell-Farbsystem
- Shirakawa Shizuka (1910–2006); Schriftzeichen-Gelehrter
- T'sai Lun (um 50–um 121); Erfinder der Papierherstellung
- Kitazono Katsue (1907–1978); Dichter
- Nicolas Jenson (1420–1480); Drucktypen
- Aldus Manutius (1449/50–1515); Drucktypen
- Bi Sheng († 1051); Druck mit beweglichen Lettern
- Shi Huang (259–210 v. Chr.); Kaiser von China
- Ouyang Xun (557–641), Kalligraf
- Muqi (1210?–1269?); Chinesischer Maler
- Murata Shunkō (1423–1502); Meister der Teezeremonie
- Take no Jōō (1502–1555); Meister der Teezeremonie
- Sen no Rikyū (1522–1591); Meister der Teezeremonie
- Jia Dao (779–834), chinesischer Lyriker
- Yoshida Kenkō (1282–1350); Dichter
- Ishimoto Yasuhiro (1921–2012); Fotograf
- Robert Mapplethorpe (1946–1989); Fotograf

## Ausgaben
- Kenya Hara: shiro/WHITE. (Übersetzung ins Englische durch Jooyeon Rhee) Chūō Kōron Shinsha, 2008, ISBN 978-4-12-003937-9.
- Kenya Hara: WHITE. Lars Müller Publishers, 2009, ISBN 978-3-03778-183-8.
- Kenya Hara: WEISS (Aus dem Japanischen von Anita Brockmann). Lars Müller Publishers, 2010, ISBN 978-3-03778-182-1.

## Rezensionen
- Die FAZ schrieb: „Der japanische Grafikdesigner Kenya Hara nennt die Farbe Weiß ein ‚Anzeichen‘, eine Nichtfarbe und Möglichkeit des Noch-nicht-Seins. Hara taucht mit Gedanken über ‚Leere und Weiß‘, Stille und Schlichtheit tief ein in die japanische Kultur.“[1]
- John Clifford, Designer, schreibt: “While I have always been a big fan of white space, I now understand white to be much more than a color.”[2]
- Gian Marco Tosti: “‘White’ is not a book about colours. It is rather Kenya Haras attempt to explore the essence of ‘White’, which he sees as being closely related to the origin of Japanese aesthetics – symbolising simplicity and subtlety.”[3]